# Специални права на тираж
Специалните права на тираж, съкратено СПТ (на английски: Special Drawing Right, SDR), са международна разчетна парична единица. Кодът им по ISO 4217 е XDR.
Създадени са през 1969 г. от Международния валутен фонд като безналични международни резервни активи, разпределени между членовете на МВФ, пропорционално на вноските им, за допълване на съществуващите резервни активи. Всяка страна-членка има специална сметка, по която се осчетоводяват разпределените ѝ СПТ.
СПТ са специфична валутна единица, чийто обменен курс се определя от МВФ. Първоначално стойността им е определена като стойността на 0,888671 грама злато. След провала на Бретън-Удската валутна система, СПТ се предефинират като „кошница от валути“. Между 1974 и 1981 г. валутите, които са влизали в кошницата са 16, но след 1981 г. броят им е намален на 5. Днес в нея влизат 4 валути: еврото (Германия, Франция), японската йена, британска лира, американският долар и китайският юан. Това са валутите на страните, които имат най-голям износ. Тежестта на отделните валути в „кошницата“ се предоговаря на всеки 5 години, за да отразява по-реално относителните дялове на страните в международната търговия и износа на страните. Последно е актуализирана към ноември 2010 г., в сила от 1 януари 2011. През 2015 г. се предвижда преразглеждане на кошницата с оглед евентуално включване на китайския юан (на английски: renminbi) (RMB) 
Към ноември 2005 теглата на отделните валути са :
1. Щатски долар – 44%
2. Евро – 34%
3. Британска лира – 11%
4. Японска йена – 11%

а през 2010 г. теглата им са съответно 42%, 37%, 11% и 9%
Извършени са 2 емисии на специалните права на тираж – през 1970 – 1972 и през 1979 – 1981 г. Към септември 2015 г. са емитирани около 204 милиарда СПТ, еквивалентни приблизително на 280 милиарда щатски долара
България има дял в капитала на МВФ от 640 млн. специални права на тираж .
Специалните права на тираж се използват при получаване на траншове от МВФ, при сключени споразумения, както и при много други международни споразумения сделките са уговорени в СПТ.
Освен от МВФ, специалните права на тираж се използват още при застраховки на багаж от авиолиниите (застраховката обикновено е фиксирана на 1000 XDR и се изплаща в равностойността ѝ в някаква валута например евро), международните пощенски услуги, а също и разплащания между мобилните (GSM) оператори за роуминг услуги.